# Европейская вещательная зона
Европе́йская веща́тельная зо́на определяется Международным союзом электросвязи следующим образом:

Европейская вещательная зона ограничена на западе западной границей Региона 1, на востоке — меридианом 40° в. д., на юге — параллелью 30° с. ш. и включает северную часть Саудовской Аравии и части территорий граничащих со Средиземным морем стран в этих пределах. Кроме того, Ирак, Иордания и части территорий Сирийской Арабской Республики, Турции и Украины, лежащие вне вышеуказанных пределов, включены в Европейскую вещательную зону.
Оригинальный текст (англ.)The «European Broadcasting Area» is bounded on the west by the western boundary of Region 1, on the east by the meridian 40° East of Greenwich and on the south by the parallel 30° North so as to include the northern part of Saudi Arabia and that part of those countries bordering the Mediterranean within these limits. In addition, Iraq, Jordan and that part of the territory of Syrian Arab Republic, Turkey and Ukraine lying outside the above limits are included in the European Broadcasting Area.

Западной границей Региона 1 является линия, проведенная к западу от Исландии вниз центра Атлантического океана.
ЕВС включает в себя территории за пределами Европы, и исключает территории, которые являются частью Европы. Азербайджан и Грузия частично находятся в Европе. Некоторые определения Европы также включает Армению, которая расположена за пределами ЕВС.
Границы Европейской вещательной зоны имеют своё происхождение в регионах, обслуживаемых и связанных кабелями телеграфов в XIX—начале XX веков.
Европейская зона радиовещания играет роль в определении права на получение постоянного членства в ЕВС и, таким образом, участие в конкурсе «Евровидение».